# Artur Maier
Artur Maier (ur. 16 czerwca 1986 w Parnawie) – estoński wioślarz.

## Osiągnięcia
- Mistrzostwa Świata Juniorów – Troki 2002 – czwórka ze sternikiem – 10. miejsce[1].
- Mistrzostwa Świata Juniorów – Ateny 2003 – jedynka – 18. miejsce[1].
- Mistrzostwa Świata Juniorów – Banyoles 2004 – czwórka podwójna – 9. miejsce[1].
- Mistrzostwa Świata U-23 – Amsterdam 2005 – ósemka – 7. miejsce[1].
- Mistrzostwa Świata U-23 – Hazewinkel 2006 – ósemka – 7. miejsce[1].
- Mistrzostwa Świata U-23 – Glasgow 2007 – ósemka – 1. miejsce[1].
- Mistrzostwa Świata – Monachium 2007 – ósemka – 16. miejsce[1].
- Mistrzostwa Europy – Brześć 2009 – ósemka – 4. miejsce[1].
- Mistrzostwa Europy – Montemor-o-Velho 2010 – ósemka – 8. miejsce[1].